# Hanna Persson (programledare)
Hanna Maria Persson, även känd som "HanaPee", född 20 september 1988 i Sundsvall, är en svensk  bloggare, programledare, tv-producent och skribent. Hon är engagerad feminist och har skrivit flera krönikor i ämnet, bland annat i Sundsvalls Tidning.
År 2015 ledde hon SVT:s sändning från Guldbaggegalans röda matta och SVT flows Oscarsgala. Hon har senare programlett och producerat programmen MVH talkshow, Det fantastiska (och helt inofficiella) mellosnacket för SVT och Robyns Teklafestival.  Den 14 april 2016 hade säsong två av hennes tv-program Hanna badar med en kändis premiär, i vilket hon intervjuar kända unga människor i ett badkar.
Hon har även podden HanaPee's otroliga podcast, tillsammans med barndomsvännen Martin Huss Knave, sedan 2012 och driver podcasten Gott Folk tillsammans med David Borg. Sedan 2021 driver hon podden Surret tillsammans med vännen Nea Holm.
Vintern 2018 for hon som resande reporter till Guatemala för Musikhjälpen där hon intervjuade familjer med barn med olika funktionsvariationer/nedsättningar.
Tillsammans med sin fästman har hon en son.